# Oneonta (New York)
Oneonta je město v okrese Otsego County ve státě New York ve Spojených státech amerických. K roku 2010 zde žilo 13 901 obyvatel. S celkovou rozlohou 11,3 km² byla hustota zalidnění 1230,177 obyvatel na km². Leží mezi městy Binghamton a Albany. Nachází se zde vysoké školy State University of New York at Oneonta a Hartwick College. Městem protéká řeka Susquehanna. 